# Giordania nigra
Giordania nigra är en stekelart som beskrevs av Gusenleitner 1995. Giordania nigra ingår i släktet Giordania och familjen Eumenidae. Inga underarter finns listade i Catalogue of Life.